# 尹民興
尹民興（？—1646年），字宣子，湖廣武昌府嘉魚縣人，明朝、南明政治人物。

## 生平
尹民興是崇禎元年（1628年）進士，授寧國知縣，調任涇縣，有明智聲譽；調任北京，因陳啟新假托而謫為福建按察檢校。不久敵軍入侵，他上疏時務十四事，遷任職方主事，做事符合上意，擢官郎中。尹民興上奏表彰張居正、熊廷弼功績，請求給予恩典，勸勉群臣；又請召還劉宗周、金光辰，未獲允許。周延儒督師，他從軍贊畫；延儒得罪，他也被除名，後來才獲釋。
弘光帝繼位，他恢復原職，上疏說：「熹宗時，崔呈秀、魏忠賢叛逆，士大夫失去鬥志忘記君主，幾乎成為殘餘的惡勢力，因此到了先帝末年，大臣不是伏地而獲爵，就是獻策以攀祿，都是忠孝不清晰的禍害。聲討罪行逆臣是司馬的職責，現在不看朝廷大臣臉色的人就是逆案的阮大鋮，不在四方行檄，怎能消除跋扈將軍的氣焰。古人破格求才，只在使貪使詐，不在使逆。若為逆案翻案，則崔呈秀、魏忠賢也能撫卹；周鍾那些逆臣也可因才寬恕過錯吧。」很快他因病辭官，寄居涇縣。南京淪亡，尹民興和吳漢超、趙初浣起兵守城，擔任監軍。城內鄉民都用蒸麥為糧，用荷鋤作戰；他擅長謀略，吳漢超擅長戰事，清軍多次戰敗，指攻打難度不下於江陰。適逢副總兵洪日升守河敗走，涇縣人崔珽投降清朝當內應。隆武元年（1645年）八月十六日早上，清軍佔據東山發炮，當晚是城陷，清軍屠之，只有九十多人倖存，徽州失守。他逃到福京，朝廷授與他僉都御史巡撫紹興、嚴州、杭州、徽州，不久加任太僕少卿，守仙霞關。曾德自仙霞關調守福京，尹民興彈劾曾德放縱淫掠。福京失陷，他抑鬱而死。

## 引用
1. 1 2  錢海岳《南明史·卷四十八·列傳第二十四》：尹民興，字宣子，嘉魚人。崇禎元年進士，授寧國知縣，調涇縣，有神明稱。行取入京，為陳啟新所託，謫福建按察檢校。尋以虜警，陳時務十四事，遷職方主事，召對稱旨，擢郎中。疏訟張居正、熊廷弼大績，請隆殊典，風厲群臣；又請召還劉宗周、金光辰，不從。周延儒督師，民興從軍贊畫。延儒被罪，民興亦下吏除名，久之始釋。
2. ↑  錢海岳《南明史·卷四十八·列傳第二十四》：安宗立，起故官。疏言：「熹廟時，崔、魏扇逆，士大夫喪志忘君，幾成苞櫱之固，遂至先帝末載，諸臣或扶服而拜爵，或獻策以梯榮，皆忠孝不明之流禍也。聲罪討逆，司馬職也。今抗顏堂上者，一逆案之阮大鋮，即行檄四方，何以消跋扈將軍之氣。古者破格求才，惟曰使貪使詐，不曰使逆。逆案可翻，則崔、魏亦可䘏。周鍾諸逆，皆可使才宥過矣。」未幾，謝病歸，流寓涇縣。
3. ↑  錢海岳《南明史·卷四十八·列傳第二十四》：南京亡，與吳漢超、趙初浣起兵城守，為監軍。城鄉民皆蒸麥為糧，荷鋤為戰。民興善謀，漢超善鬭，清軍攻之迭敗，謂不亞於江陰也。會副總兵洪日升守河敗走，涇人崔珽字廷玉者，以助餉中書降清歸，為內應。隆武元年八月十六日晨，清軍據東山發礮。是夜城陷，屠之，民存者九十餘人，清遂陷徽州。民興走福京，以僉都御史巡撫紹、嚴、杭、徽，尋加太僕少卿，守仙霞關。曾德自關調守福京，民興劾其縱淫。福京亡，抑鬱卒。